# Rudolf Weinhofer
Rudolf „Rudi“ Weinhofer (* 7. Mai 1962) ist ein ehemaliger österreichischer Fußballspieler. Der Allrounder erreichte mit seinem Stammverein Rapid 1985 das Finale im Europacup der Cupsieger und konnte vier Mal österreichischer Meister werden.

## Karriere
Weinhofer begann seine berufliche Laufbahn im Jahre 1980 bei Rapid Wien und bestritt in den nächsten acht Spielzeiten über 150 Ligaspiele für den Verein. Während der zweiten Runde des Europapokal der Pokalsieger 1984/85 behauptete Weinhofer in einem Spiel gegen die schottische Mannschaft Celtic Glasgow, von einem Gegenstand (er wurde von einer Flasche am Kopf) getroffen und verletzt worden zu sein, den die Fans von Celtic geworfen hatten. Die UEFA ordnete die Wiederholung des Spiels an, Rapid konnte das Spiel gegen Celtic gewinnen und erreichte schließlich 1985 das Pokalfinale der Europapokalsieger – ein Spiel, in dem Weinhofer spielte, bevor Rapid Wien im Finale gegen den FC Everton verlor.
Nachdem er den SK Rapid Wien 1988 verlassen hatte, spielte Weinhofer später für die Vienna FC, VSE St. Pölten und SV Stockerau und anderen Vereinen in niedrigeren Ligen.

## Erfolge
- 1 × Finale Europacup der Cupsieger: 1985
- 4 × Österreichischer Meister: 1982, 1983, 1987, 1988
- 5 × Österreichischer Cupsieger: 1983, 1984, 1985, 1987, 1991
- Europacup-Viertelfinale: 1983/84, 1985/86